# Anayama Nobukimi

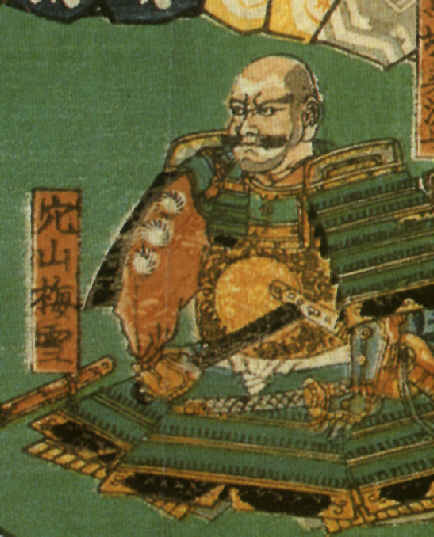
Anayama Baisetsu

Anayama Nobukimi (jap. 穴山 信君; * 1541; † 21. Juni 1582), auch bekannt als Baisetsu Nobukimi, war ein Samurai der Sengoku-Zeit. Er war einer der 24 Generäle der Takeda (Klan). Er war der Sohn von Anayama Nobutomo und ein Neffe von Takeda Shingen.
Er kämpfte für seinen Onkel in der Schlacht von Kawanakajima (1561), der Schlacht Mikatagahara (1573), und der Schlacht von Nagashino vor dem Überlaufen zu Tokugawa Ieyasu, wonach er ihn im Feldzug gegen seinen vormaligen Herrn Takeda Katsuyori unterstützte. Zur Belohnung erhielt er von Tokugawa ein Lehen in der Provinz Kai, dem Kernland seines alten Feudalherren, aber schon kurze Zeit später wurde er von Sympathisanten der Takeda für seinen Verrat ermordet.
Er erhielt ein Schloss bei Ejiri und Land in der Provinz Suruga, nachdem Takeda Shingen dieses im Jahre 1569 zuvor eingenommen hatte, und verweilte dort für ein Jahrzehnt. Unter Takeda Katsuyori blieb er zunächst ein wichtiger Entscheidungsträger in der Hierarchie der Takeda und führte große Truppenteile in die Schlacht von Nagashino 1575. Es scheint, als habe er sich mit Katsuyori überworfen (Meinungsverschiedenheit), und das mag seine Entscheidung beeinflusst haben, die Takeda zu verraten und sich Tokugawa Ieyasu anzuschließen, noch bevor der Sieger klar abzusehen war. Sein Loyalitätswechsel war dennoch überstürzt. Nur wenige Monate später begleitete er Tokugawa in die Hauptstadtregion und wurde zur Flucht gezwungen, als sich Akechi Mitsuhide auflehnte. Er nahm einen anderen Fluchtweg als die anderen und wurde getötet. Eine Legende ist, dass ihn rachehungrige Takeda wochenlang gejagt hätten und schließlich ermordet. Er hatte einen Sohn, Anayama Nobukimi, der nur 15 Jahre alt wurde, von 1572 bis 1587.